# Abdul Hamid al-Dabaib
Abdul Hamid Mohammed al-Dabaib (em árabe: عبد الحميد الدبيبة) (Misurata, 1958) é um politico e empresário líbio, originário do Oeste Líbio. No dia 5 de fevereiro de 2021, foi designado Primeiro-ministro da Líbia, durante o Fórum realizado em Genebra na Suíça. Al-Dabaib concorreu na chapa composta pelos Membros do Conselho Presidencial Mohamed al-Menfi como Presidente e Musa al-Koni e Abdallah al-Lafi como vice-presidentes. É membro do Parlamento de Trípoli.
Al-Dabaib enfrentou acusações de que tentou subornar alguns dos delegados do LPDF por meio de seu primo, o rico empresário Ali Al-Dabaib. Sua lista obteve 39 votos, cinco a mais que Aguila Saleh Issa e Fathi Bashagha. Este último foi considerado favorecido pelos Estados Unidos, mas o embaixador americano negou qualquer tentativa de influenciar o processo eleitoral.
Al-Dabaib é descrito como independente. Em 2020, ele fundou o Movimento Libya al-Mustakbal (Futuro da Líbia). Antes de sua carreira como político, Al-Dabaib foi gerente do Al-Ittihad Football Club. Ele possui mestrado em engenharia pelo Canadá.